# Aeroportul Angling Lake/Wapekeka
Aeroportul Angling Lake/Wapekeka (IATA: YAX, ICAO: CKB6) este un aeroport din Ontario, Canada.
Situat la o altitudine de 217 m, aeroportul dispune de o singură pistă. Este operat de Government of Ontario⁠(d).